# Крушевський Микола В'ячеславович
Крушевський Микола В'ячеславович (*6 (18) жовтня 1851 — †31 жовтня (12 листопада) 1887) — польський мовознавець, фольклорист, перекладач, спеціаліст з загального та індоєвропейського мовознавства, співавтор поняття «фонема».

## Життєпис
Народився 18 жовтня 1851 року у Луцьку. Походив зі шляхетського роду Крушевських герба Абданк. У 1862—1865 роках здобув початкову освіту у Луцькому повітовому дворянському училищі. Потім у 1865—1870 роках навчався у Холмській російській греко-католицькій гімназії. У 1875 році закінчив історико-філологічний факультет Варшавського університету. Того ж року перебував на лікуванні у м. Фюрстенгоф (Австрія).
Після університету отримав місце учителя гімназії в м. Троїцьк Оренбурзької губернії на Уралі, де самостійно почав вивчати санскрит, викладав давні мови. Вступив у листування з польським і російським лінгвістом Бодуеном-де-Куртене. З 1878 року працював у Казанському університеті, спочатку був приват-доцентом, з 1881 року — штатним доцентом, з 1883 року — екстраординарним професором, з 1885 року — ординарним професором. У Казані написав і захистив три дисертації, отримав звання професора у 34 роки. У 1882 році перебував у науковому відрядженні на Кварнерійських островах (тепер Республіка Хорватія), у 1885 році — на лікуванні в м. Грац (Австрія). Невдовзі з причини тяжкого неврологічно-психічного захворювання подав у відставку. Помер 12 листопада 1887 року у Казані, де й похований.

## Праці
Головна праця Крушевського — докторська дисертація «Очерк науки о языке» (1883 рік). Інші наукові розвідки: «Замовляння як вид російської народної поезії» (1876 рік), «Спостереження над деякими фонетичними явищами, пов'язаними з акцентуацією» (1879 рік), «Про аналогію та народну етимологію» (1879 рік), «Лінгвістичні нотатки» (1880 рік), «До питання про гун. Дослідження в галузі старослов'янського вокалізму» (1881 рік), «Антропофоніка» (1893 рік), «Найважливіші дані фонетики романських мов» (1894 рік). Переклав із санскриту окремі гімни «Рігведи».